# Aster (programa espacial)
Aster é um projeto espacial brasileiro, com planos para entrar em ação em 2018. A missão não se encontra na lista de projetos considerados pela AEB para o período de 2022-2031. Também não se encontrou na lista de projetos do período 2005-2014 e nem 2012-2021.
A missão trata-se de enviar uma sonda brasileira para um sistema triplo formado por três asteroides (2001SN263).
Está orçado em R$ 40 milhões de reais, mas ainda sem captação dos recursos. Se esta missão for um sucesso o Brasil se tornará a quinta potência espacial a enviar uma sonda espacial a um asteroide, ficando atrás do Estados Unidos, da União Europeia, do Japão e da China, e o primeiro a enviar uma sonda espacial a um asteroide triplo.
Com o objetivo de fazer a leitura da superfície do asteróide 2001SN263 será usado um espectrômetro, esse aparelho por meio da difração da luz vinda da superfície do asteróide irá decompor a luz por meio de uma rede de difração, a leitura dos diversos comprimentos de onda dos materiais existentes no asteróide irá fornecer sua composição. Com esse leitura será possível saber, por exemplo, se os satélites (Beta e Gama) foram criados pelo corpo principal ou se pertencem ao pedaço de algum outro asteróide. Atualmente o projeto desde espectrômetro, envolve diversas instituições brasileiras: Universidade Federal do ABC, UNESP Guaratinguetá, Universidade Federal do Paraná, Universidade de Brasília, INPE, Observatório Nacional, Universidade Federal do Rio de Janeiro, Universidade Federal Fluminense, Universidade de São Paulo, Universidade Estadual de Feira de Santana, Instituto Tecnológico de Aeronáutica, Instituto Mauá de Tecnologia, Universidade Estadual de Campinas e Museu de Astronomia e Ciências Afins (este último cuidará da divulgação científica).
O programa também procura uma cooperação com a Agência Espacial Federal Russa.